# Cinemateca Brasileira

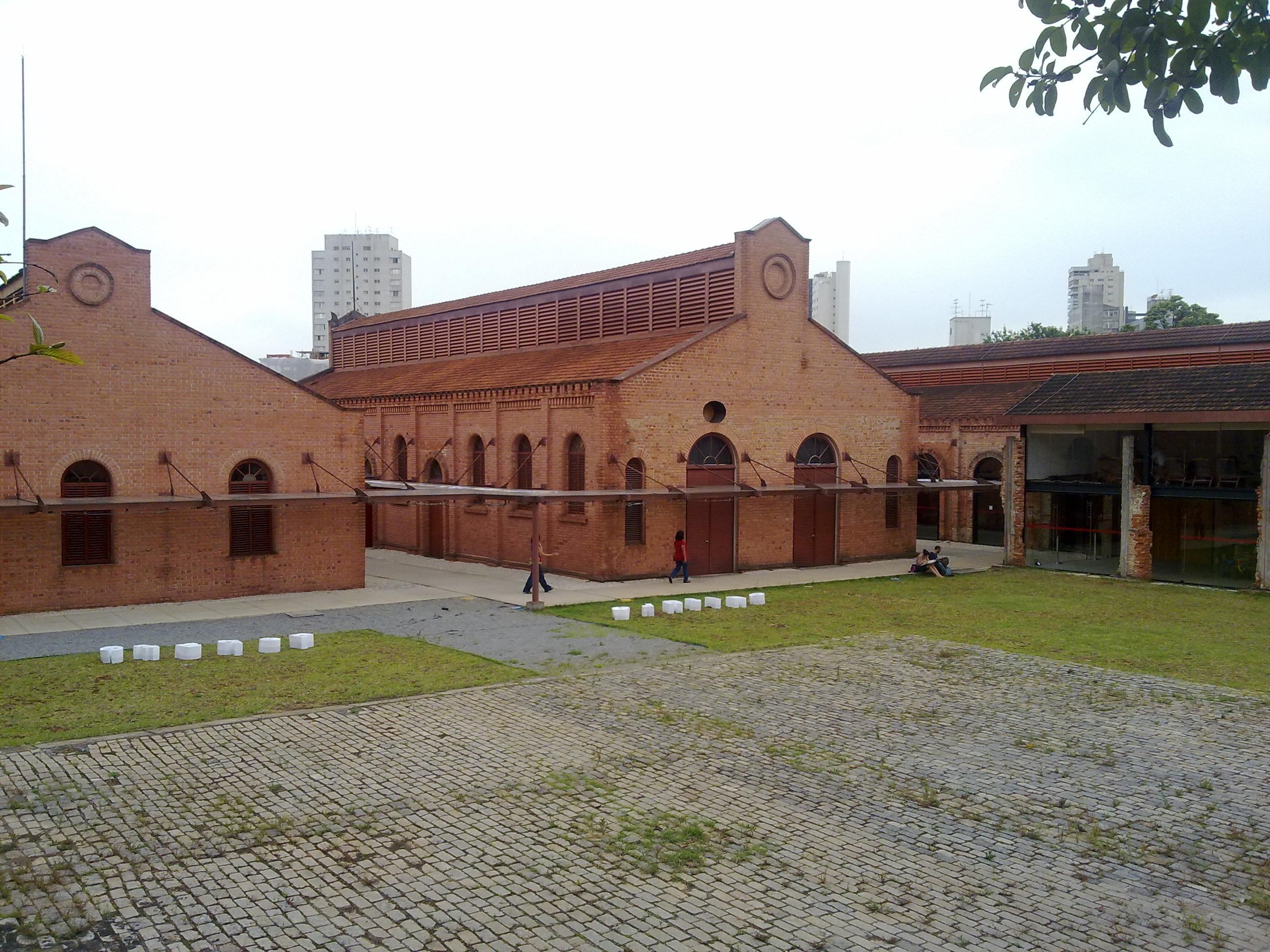
Le bâtiment.

La Cinemateca Brasileira est une institution chargée de la préservation de la production audiovisuelle brésilienne située à Vila Mariana (São Paulo) au Brésil.

## Activité
Centrée sur les activités de stockage, de diffusion et de restauration de sa collection, la Cinemateca Brasileira est l'une des plus grandes cinémathèques d'Amérique latine et aussi l'une de plus anciennes. Elle est créée en 1949 au Département du cinéma du Musée d'art moderne de São Paulo.
Elle est devenue une institution gouvernementale en 1984 lorsqu'elle a été incorporée au ministère de la Culture. Il existe environ 200 000 bobines de films de long et court métrage et d'actualités (120 000 bobines étaient répertoriés en 1996, mais leur nombre a depuis augmenté considérablement). L'institution possède également une grande collection de documents, livres, revues, scripts originaux, photographies et affiches. Le site Web de la Cinemateca Brasileira est l'une des sources les plus fiables sur le cinéma brésilien.